# Лестница (фильм)
«Лестница» — советский художественный фильм, снятый режиссёром Алексеем Сахаровым по мотивам одноименной повести Александра Житинского на киностудии «Мосфильм» в 1989 году.
В фильме использована картина Владислава Ждана «Гулливер».

## Сюжет
Действие происходит в ленинградской коммунальной квартире (Пушкинская улица, 17).
Герой фильма Владимир Пирошников собирается покончить с собой, спрыгнув с моста. Его останавливает случайно проходившая по мосту девушка Аля и отводит к себе домой. Утром Владимир просыпается в пустой мастерской её соседа скульптора. Собираясь уходить, Владимир идёт по лестнице, которая таинственным образом не заканчивается. Вернувшись к Але, он просит её помочь, и выясняется, что он не первый, попавший в такую ситуацию. Предыдущий сожитель Али смог уйти, изменив ей, через окно её соседки Ларисы, выходившее сразу на улицу. Пытающегося вылезти на верёвке с пятого этажа Владимира останавливает приехавший из Тулы дядя Али Михаил, приняв его за вора. За всеми событиями наблюдает другая соседка Али, баба Нюра. Упорно повторяя попытки выбраться на волю, пленник попадает на крышу. Опьянённый свободой, он поскальзывается и едва не падает с крыши, в последний момент успевая схватиться за шаткий карниз. Финал фильма остаётся открытым.

## В ролях
- Олег Меньшиков — Владимир Пирошников
- Елена Яковлева — Алевтина Иванова
- Светлана Аманова — Лариса Павловна
- Сергей Арцибашев — Георгий Старицкий
- Леонид Куравлёв — дядя Миша
- Капитолина Ильенко — Анна Кондратьевна
- Виктор Степанов — Кирилл

## Съёмочная группа
- Автор сценария — Александр Житинский
- Режиссёр-постановщик — Алексей Сахаров
- Оператор-постановщик — Николай Немоляев
- Композитор — Владимир Комаров